# Chamaesphecia similis
Chamaesphecia similis is een vlinder uit de familie van de wespvlinders (Sesiidae). De wetenschappelijke naam van de soort is voor het eerst geldig gepubliceerd in 1983 door Lastuvka.